# Catocala nozawae
Catocala nozawae là một loài bướm đêm trong họ Erebidae.